# 솔빛초등학교 (경기)
솔빛초등학교는 대한민국 경기도 화성시에 있는 공립 초등학교이다.

## 학교 연혁
- 2007.09.01 솔빛초등학교 개교
- 2007.09.01 초대 이홍청 교장 취임
- 2007.09.01 초등학교 6학급 편성
- 2007.09.01 병설유치원 개원(2학급)
- 2008.02.15 제1회 졸업식
- 2008.03.03 초등학교 31학급 편성
- 2009.02.16 제2회 졸업식
- 2009.03.01 교원능력개발평가 선도학교 지정
- 2009.03.02 초등학교 39학급 편성
- 2010.02.11 제3회 졸업식
- 2012.09.01 제2대 박영래 교장 취임
- 2013.02.15 제6회 졸업식
- 2013.03.04 초등학교 42학급 편성
- 2014.02.14 제7회 졸업식
- 2014.09.01 제3대 윤지중 교장 취임
- 2015.02.13 제8회 졸업식
- 2015.03.02 초등학교 43학급 편성